# Wayne Heights
Wayne Heights és una concentració de població designada pel cens dels Estats Units a l'estat de Pennsilvània. Segons el cens del 2000 tenia 1.805 habitants.

## Demografia
Segons el cens del 2000, Wayne Heights tenia 1.805 habitants, 758 habitatges, i 567 famílies. La densitat de població era de 327,2 habitants/km².
Dels 758 habitatges en un 25,5% hi vivien nens de menys de 18 anys, en un 68,6% hi vivien parelles casades, en un 5,5% dones solteres, i en un 25,1% no eren unitats familiars. En el 21,6% dels habitatges hi vivien persones soles el 12,3% de les quals corresponia a persones de 65 anys o més que vivien soles. El nombre mitjà de persones vivint en cada habitatge era de 2,36 i el nombre mitjà de persones que vivien en cada família era de 2,74.
Per edats la població es repartia de la següent manera: un 18,9% tenia menys de 18 anys, un 5% entre 18 i 24, un 26,1% entre 25 i 44, un 26% de 45 a 60 i un 24% 65 anys o més.
L'edat mediana era de 45 anys. Per cada 100 dones de 18 o més anys hi havia 89,1 homes.
La renda mediana per habitatge era de 43.641 $ i la renda mediana per família de 53.036 $. Els homes tenien una renda mediana de 37.153 $ mentre que les dones 29.931 $. La renda per capita de la població era de 21.086 $. Cap de les famílies i l'1,5% de la població estaven per davall del llindar de pobresa.

## Poblacions més properes
El següent diagrama mostra les poblacions més properes.